# Lo que el tiempo se llevó
Lo que el tiempo se llevó (título original en inglés: Bring the Jubilee) de Ward Moore es una novela de 1953 de historia alternativa. El punto de divergencia tiene lugar cuando los Estados Confederados de América ganan la batalla de Gettysburg y seguidamente declaran su victoria en la «Guerra de la independencia sureña» el 4 de julio de 1864, luego de la rendición de los Estados Unidos de América. La novela está ambientada en los empobrecidos Estados Unidos a mediados del Siglo XX, cuando la guerra se cierne entre la Confederación y su rival, el Imperio alemán. La trama da un giro inesperado cuando el protagonista, Hodge Backmaker, un historiador, decide viajar en el tiempo y ser testigo del momento en que el Sur gana la guerra.

## Escenario

### Historia
Luego de la guerra y de la presidencia de Robert E. Lee, el gobierno confederado muestra crecientes ambiciones imperialistas. Las fuerzas confederadas invaden primero México, luego continúan hacia el sur y conquistan toda América del Sur, antes de ir hacia el oeste a islas del Pacífico como Hawái. 
La Confederación prosperaba en ciudades como Washington-Baltimore (fusionado a partir de Washington D. C., Baltimore y Alexandria) y Leesburg (anteriormente Ciudad de México), que han adquirido fama como centros internacionales de la cultura y la educación. Constituía una de las dos superpotencias del mundo tras la victoria del imperio alemán en la «Guerra de los Emperadores», desarrollada en Europa entre 1914 y 1916. La Unión alemana avanzó rápidamente sobre la mayor parte del continente desde el Mar Báltico a los Balcanes, y formalizó una alianza con el rejuvenecido Imperio español. 
Para mantener el balance de poder, la Confederación compró Alaska a Rusia y se alió con el Imperio británico.La tensión crece entre ambas naciones en la década de 1950: la gente de todo el mundo vivía bajo la amenaza de una guerra inminente con los indefensos Estados Unidos como campo de batalla. 

### Cultura
Los estándares de vida de la Confederación, crecimiento económico, influencia política y poderío militar son similares a los Estados Unidos de la posguerra en la realidad. Aunque la esclavitud ha sido abolida gracias a los esfuerzos de hombres como Robert E. Lee, las condiciones para las minorías rozan todavía la pobreza. La inmigración se promueve, aunque limitada a la población de territorios dominados por la Confederación, como América Latina. Tecnologías como el motor de combustión interna, la lámpara incandescente y el vuelo con artefactos más pesados que el aire no se han desarrollado; los autos a vapor y dirigibles son los principales medios de transporte en las naciones ricas; la mayoría de la población usa el caballo para distancias cortas o toma trenes para viajes largos. Todas las comunicaciones se basan en el correo y el telégrafo, y los niños aprenden a comprender el telégrafo desde temprana edad. 
En agudo contraste con la prosperidad de la Confederación, los Estados Unidos se describen como un país en perpetua recesión, con desempleo y corrupción extendida. La nación es tan pobre que jamás completa un ferrocarril transcontinental, mientras la Confederación construye siete. Sólo los terratenientes exitosos o los ganadores de la popular lotería nacional son capaces de destacar sobre la vida de semi-pobreza del ciudadano promedio, pero la mayoría de los adultos sanos se reducen a la servidumbre de las empresas a cambio de cierta seguridad económica.
Los ciudadanos de Estados Unidos son más hostiles que los confederados a los afroamericanos, a quienes ven como la principal causa de la caída de la Unión y como competencia indeseable para los pocos trabajos disponibles; los negros que no han vuelto al África son constantemente acosados por los blancos. En Estados Unidos el linchamiento de negros es algo común. El poder político del país se divide entre los Whigs de influencia confederada y los ineficaces populistas. Finalmente la milicia de Estados Unidos es prácticamente inexistente, con las fuerzas extranjeras ingresando tropas en forma frecuente a lo ancho del país sin encontrar oposición, en aquellos lugares donde sus connacionales hayan sido atacados.

## Trama
| Estados Confederados de América Estados Unidos de América República de Haití | Imperio alemán Imperio británico Imperio español Imperio francés |

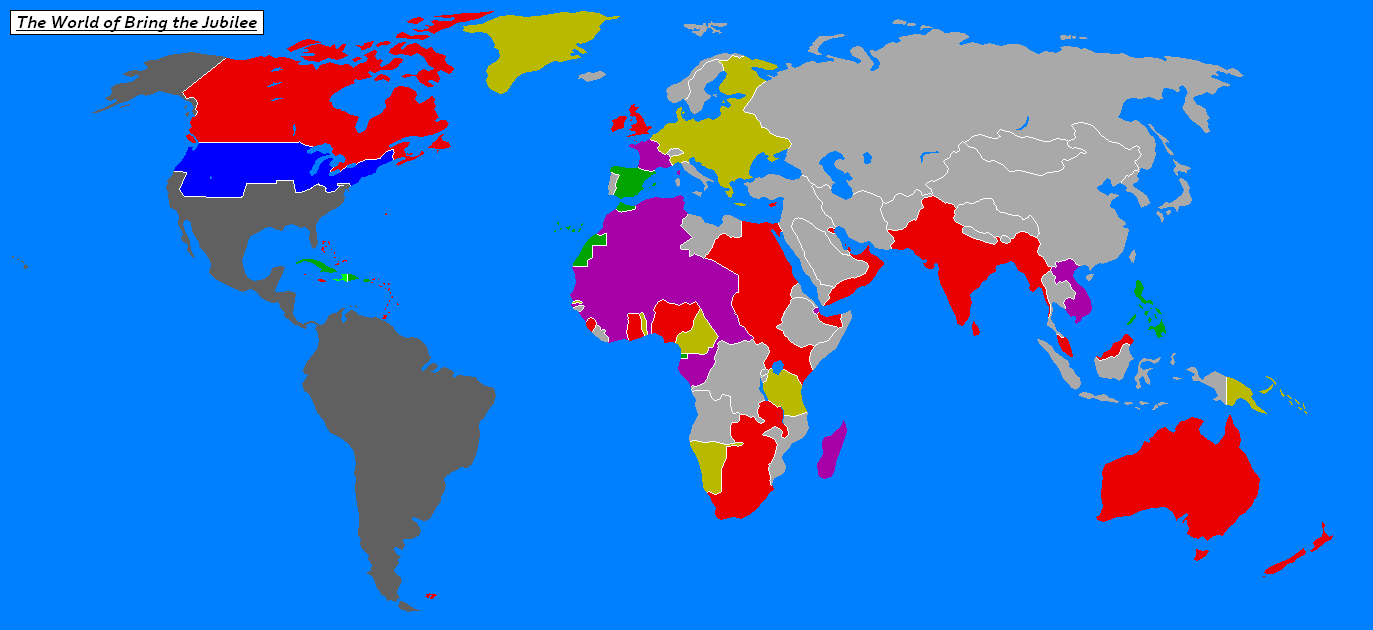
El mundo alterno de Lo que el tiempo se llevó en 1952
----
Estados Confederados de América
Estados Unidos de América
República de Haití
Imperio alemán
Imperio británico
Imperio español
Imperio francés

El narrador de la novela es Hodgins «Hodge» McCormick Backmaker, quien escribe un diario de su vida en nuestra línea de tiempo en el año 1877. Hodge nació en 1921 en la línea de tiempo alternativa, en la ciudad de Wappinger Falls. A los 17 años viajó a Nueva York, la ciudad más grande de los Estados Unidos (y, sin embargo, un remanso comparada con algunas ciudades de la Confederación) en un intento desesperado para obtener el ingreso a un colegio superior o una universidad. Luego de que le roban sus pocas posesiones, entra en contacto con la Grand Army of the Republic, una organización nacionalista que trabaja para restaurar la gloria pasada de los Estados Unidos mediante actos de sabotaje o terrorismo. Uno de los operativos de la Grand Army consiste en la falsificación de moneda española, con el objetivo de provocar la guerra entre la Confederación y la Unión Alemana en territorios españoles, evitando que Estados Unidos continúe siendo el campo de batalla entre ambas potencias. A pesar de mantenerse crítico de las actividades e la organización, Hodge acepta trabajar y alojarse con un miembro de la Grand Army en una librería. Contento de trabajar por comida y por la oportunidad de leer a toda hora, Hodge permanece en la librería por seis años antes de dejar Nueva York para ir a Pensilvania. 
Las aspiraciones de Hodge de convertirse en un historiador para investigar la guerra entre el Norte y el Sur se vuelven realidad cuando se une a un grupo autosuficiente de científicos llamado Haggershaven. Allí conoce a un científico que está desarrollando la máquina del tiempo. En 1952, Hodge tiene finalmente la oportunidad de ver la batalla de Gettysburg en persona. Usando un reloj especial que le permite controlar las líneas del tiempo, retrocede hasta 1863, donde inadvertidamente causa la muerte del oficial confederado que ocupó Little Round Top durante la batalla. En el tiempo de Hodge, la Confederación había ocupado la colina y ganado la batalla de Gettysburg, preparando el camino para su victoria sobre la Unión en Filadelfia un año después; en esta línea de tiempo, sin embargo, la brigada del coronel Strong Vincent y el Regimiento 20.º de Infantería voluntaria de Maine comandado por Joshua Chamberlain ocupan la altura temprano y repelen exitosamente el avance confederado. En la novela, Hodge asegura que Little Round Top es la clave de la batalla, y en consecuencia de la guerra. La acción de Hodge efectivamente da la colina a la Unión, con lo que los acontecimientos se desarrollan según nuestra línea temporal y el Sur pierde la batalla. Con la historia cambiada, Hodge descubre que es incapaz de volver al futuro y queda atrapado en esta línea de tiempo. La trama concluye con Hodge explicando el motivo que lo llevó a escribir su historia, y se pregunta si al destruir el futuro del tiempo en el que él nació, destruyó también la posibilidad de los viajes en el tiempo. 
Una nota editorial al final del relato explica cómo un tal Frederick Winter Thammis encontró el diario de Hodge mientras remodelaba su casa en 1953. El padre de Thammis había conocido a Hodge de pequeño, y creció escuchando sus historias sobre un mundo alternativo, pero no pensó que estuviera totalmente cuerdo. Thammis destaca que encontró también un reloj de singular diseño junto al manuscrito, y cita un libro de historia contemporánea que afirma «que la falla de los confederados en ocupar Little Round Top fue un error con consecuencias trascendentales».

## Crítica
Groff Conklin caracterizó a la novela como «un importante y original trabajo...ricamente y realísticamente imaginado.» Richard A. Lupoff la describe como «una de las más ingeniosas historias sobre mundos paralelos jamás escritas». Algis Budrys escribió, sin embargo, que «Lo que el tiempo se llevó siempre me ha parecido una obra poco trabajada». P. Schuyler Miller igualmente sugirió que «el argumento de la novela es limitado», aunque elogió su «estructura madura, meticulosamente pensada».
El Jewish Daily Forward incluyó a «Lo que el tiempo se llevó» entre «los mejores ejemplos literarios de historia alternativa». Aldiss y Wingrove la refirieron como una «brillante novela histórica» y subrayó que «su ingenio tanto como su ingenuidad influyeron mucho en el género».
El tema de la Confederación ganando la Guerra de Secesión y convirtiéndose en un estado independiente fue adoptado por varios escritores posteriores. Prácticamente todos ellos, sin embargo, describen a los Estados Unidos haciendo mejor papel que en el libro de Moore.

## Cronología de ediciones
Una versión mucho más corta de la novela apareció en la edición de noviembre de 1952 de The Magazine of Fantasy & Science Fiction, antes de la publicación del libro. Boucher y McComas elogiaron la expansión por incluir «un aumento justificado del detalle del contexto y la profundidad de los personajes».
Después del lanzamiento de la edición original de Ballantine Books en 1953, la novela fue reimpresa en 1965 por Four Square Science Fiction. En 2001 la novela fue incluida en la antología «Las mejores historias alternativas del Siglo XX».
En español, la editorial Martínez Roca lo publicó en 1989 con traducción de Cristina Macía.